# Slittino ai IV Giochi olimpici giovanili invernali - Doppio maschile
La gara del doppio maschile di slittino dei IV Giochi olimpici giovanili invernali di Gangwon si disputò nell'arco di due manches nella giornata del 20 gennaio 2024 sul tracciato dell'Alpensia Sliding Centre, situato nella città di Daegwallyeong, nella contea di Pyeongchang.
A seguito di quanto previsto dal regolamento di qualificazione, presero parte alla competizione 24 atleti in rappresentanza di 11 nazioni ed ogni comitato nazionale poté schierare fino ad un massimo di due coppie, sulla base della classifica di Coppa del Mondo giovani 2023/24 così come risultante alla data del 10 dicembre 2023, quando si erano disputate le prime quattro tappe del circuito internazionale.
Gli italiani Philipp Brunner e Manuel Weissensteiner conquistarono la medaglia d'oro facendo segnare il miglior tempo nella prima discesa ed unici a riuscire a scendere sotto i 47 secondi, quella d'argento andò ai lettoni Jānis Gruzdulis-Borovojs e Ēdens Eduards Čepulis, giunta a più di tre decimi di secondo di distanza, mentre quella di bronzo la ottennero i tedeschi Louis Grünbeck e Maximilian Kührt, unica altra coppia a riuscire a contenere il distacco dai vincitori entro il secondo.

## Risultato
| Pos. | Atleti                                         | Nazione       | 1ª manche | 2ª manche | Totale   | Distacco |
| ---- | ---------------------------------------------- | ------------- | --------- | --------- | -------- | -------- |
|      | Philipp Brunner Manuel Weissensteiner          | Italia        | 46"951    | 47"332    | 1'34"283 |          |
|      | Jānis Gruzdulis-Borovojs Ēdens Eduards Čepulis | Lettonia      | 47"383    | 47"247    | 1'34"630 | +0"347   |
|      | Louis Grünbeck Maximilian Kührt                | Germania      | 47"428    | 47"648    | 1'35"076 | +0"793   |
| 4    | Johannes Scharnagl Moritz Schiegl              | Austria       | 47"793    | 48"433    | 1'36"226 | +1"943   |
| 5    | Silas Sartor Liron Raimer                      | Germania      | 47"945    | 49"110    | 1'37"055 | +2"772   |
| 6    | Bruno Mick Viktor Varga                        | Slovacchia    | 48"862    | 48"860    | 1'37"722 | +3"439   |
| 7    | Maksym Pančuk Andrij Muc                       | Ucraina       | 48"903    | 49"117    | 1'38"020 | +3"737   |
| 8    | Kim Ha-yoon Bae Jae-seong                      | Corea del Sud | 48"898    | 49"813    | 1'38"711 | +4"428   |
| 9    | David Svárovský Štefan Janák                   | Rep. Ceca     | 50"167    | 50"395    | 1'40"562 | +6"279   |
| 10   | Karol Warzybok Cyprian Dybalski                | Polonia       | 52"963    | 49"344    | 1'42"307 | +8"024   |
| 11   | Nathan Bivins Wolfgang Lux                     | Stati Uniti   | 52"650    | 53"482    | 1'46"132 | +11"849  |
| DNF  | Saba Khachidze Luk'a Mikaberidze               | Georgia       | DNF       | –         | –        | –        |

Data: Sabato 20 gennaio 2024

Ora locale 1ª manche: 11:10 (UTC+9)

Ora locale 2ª manche: 12:05 (UTC+9)

Pista: Alpensia Sliding Centre

Legenda:
- Pos. = posizione
- DNF = gara non completata (did not finish)